# Österbottens förbund
Österbottens förbund bildat 1994 är ett av de 18 landskapsförbunden i Finland och är en samkommun vars medlemmar är de 14 kommunerna i landskapet Österbotten: Jakobstad, Kaskö, Korsholm, Korsnäs, Kristinestad, Kronoby, Laihela, Larsmo, Malax, Nykarleby, Närpes, Pedersöre, Vasa och Vörå. 
Ämbetsverket vid Österbottens förbund finns i Vasa och leds av landskapsdirektör Kaj Suomela.  
Österbottens förbund är landskapets främsta intressebevakare. Förbundets primära uppgifter är regional utveckling och landskapsplanläggning, vilka skapar basen för landskapets intressebevakning. Dessutom bevakar förbundet medlemskommunernas intressen i olika frågor och sköter kulturfrågor för den finskspråkiga befolkningen. Förbundet leder och samordnar utvecklingsarbetet i Österbotten i syfte att skapa förutsättningar för en balanserad utveckling av landskapet samt ekonomisk tillväxt. Regionutvecklingsinsatserna finansieras med både nationella och EU:s medel.

## Årets Österbottning
Förbundet har sedan år 2004 utsett Årets Österbottning, någon som genom sin verksamhet har främjat samhörigheten i landskapet, landskapets ekonomiska utveckling eller den österbottniska kulturen. Årets Österbottning väljs sedan 2013 i samarbete med tidningshusen i landskapet.

### Pristagare
- 2004 – Ulla-Maj Wideroos, riksdagsledamot
- 2005 – Anne-Maj Salin, museichef
- 2006 – Kaj Boström, direktör
- 2007 – Christer Laurén, professor
- 2008 – Emina Arnautovic, skolgångsbiträde
- 2009 – Harri Niemelä, industriråd
- 2010 – Erik Kiviniemi, teaterchef
- 2011 – Staffan Tunis, skidorienterare
- 2012 – Riitta Björkenheim, projektchef
- 2013 – Eddi Nordman och Patrik Nylund
- 2014 – Maria Vestergård, Aroma
- 2015 – KAJ, musik- och humorgrupp[3]
- 2016 – Gunilla Luther-Lindqvist
- 2017 – Kim Berg, drivande kraft i 12+1 rörelsen för Vasa Centralsjukhus
- 2018 – Thomas Enroth, musiker
- 2019 – Tarja Parkatti, närvårdare
- 2020 – Kaj Knuts, initiativtagare till #vikörmotcancer
- 2021 – Heikki Kaukoranta, ledande överläkare vid Vasa stad och medlem i Österbottens coronasamordningsgrupp

## Årets by
Förbundet har sedan år 2001 utsett Årets by. Årets by utses i samarbete mellan Aktion Österbotten och Österbottens förbund.

### Pristagare
- 2001 – Kortjärvi, Kronoby
- 2002 – Henriksdal, Kristinestad
- 2003 – Sundom, Vasa
- 2004 – Lappfjärd, Kristinestad
- 2005 – Öja, Karleby
- 2006 – Molpe, Korsnäs
- 2007 – Perus, Kristinestad
- 2008 – Småbönders, Kronoby
- 2009 – Hankmo byar, Korsholm
- 2010 – Bennäs, Pedersöre
- 2011 – Harrström, Korsnäs
- 2012 – Särkimo-Brudsund, Vörå
- 2013 – Bergö, Malax
- 2014 – Nederpurmo, Pedersöre
- 2015 – Älvbyarna, Korsholm
- 2016 – Södra Vallgrund, Korsholm
- 2017 – Rangsby, Närpes
- 2018 – Stingsby, Korsholm
- 2019 – Kovjoki, Nykarleby
- 2020 – Komossa, Vörå